# بيتر غينتل
بيتر غينتل (بالإنجليزية: Peter Gentle)‏ هو مدير فني أسترالي، ولد في 26 أكتوبر 1965 في أستراليا.